# アウグスト・リマ
アウグスト・セーザル・リマ・ブリトー  (Augusto César Lima Brito  ,  1991年9月17日 - )は、ブラジル・リオデジャネイロ出身のバスケットボール選手。BSLのベシクタシュJKに所属している。ポジションはPF/C。

## 来歴
2008年にリーガACBのCBマラガでプロデビュー。以降CBグラナダやCBムルシアなどを渡り歩く。2013年のNBAドラフトにエントリーするも、指名外に終わる。
2016年1月25日、レアル・マドリード・バロンセストに移籍し、2017-18シーズンまでの契約を締結。2015-16シーズンのリーグ優勝とカップ戦優勝を経験。2016-17シーズンはローン移籍でLKLの強豪BCジャルギリスでプレーし、リーグ優勝を経験した。
2017年6月、同年夏のNBAサマーリーグにインディアナ・ペイサーズの一員として参加することが報じられたが、8月にBSLのベシクタシュJKと契約した。

## ブラジル代表
2011年にブラジル代表に初招集。2012年のロンドンオリンピックや2016年のリオデジャネイロオリンピックにも出場している。